# Equipo de Copa Davis de Malta
El equipo de Copa Davis de Malta representa a ese país en la máxima competición tenis a nivel de países. Su organización está a cargo de la Federación de Tenis de Malta.
Actualmente compite en el Grupo III de la Zona Europea.
Malta debutó en la Copa Davis en 1986 y jugó ininterrumpidamente hasta 2006. Luego de un breve hiato volvió a la actividad en 2009.

## Última convocatoria (2025)[2]
- Liam Delicata
- Alex De Gabriele
- Evan Galea
- Strahinja Djukic